# Stauffenberg-orde
De Stauffenberg-orde (Duits: "Stauffenberg-Orden") was een nooit uitgereikte orde van verdienste van de Duitse Democratische Republiek. De val van de regering van de DDR en de Duitse hereniging zorgden ervoor dat de stichting van de orde wel in de Ministerraad der DDR werd besproken maar dat het niet tot het publiceren van de statuten kwam.
Er werden wel proefstukken gemaakt die lijken op de Militaire Orde van Verdienste van de DDR maar in het centrale medaillon een portret van Claus von Stauffenberg, de aristocratische leider van de staatsgreep van 20 juli 1944, dragen.
De weinige bekende bronzen vijfpuntige sterren worden naarstig verzameld en brengen in 2010 7500 Euro op. Op de keerzijde staat de tekst "FÜR MILITÄRISCHE VERDIENSTE" met daaronder de afkorting NVA, wat voor "Nationale Volksarmee", het leger van de DDR staat. De ster is 44 millimeter hoog en draagt het portret van graaf v. Stauffenberg binnen een ring met de tekst "Claus von Stauffenberg ". Daaronder zijn twee gekruiste sabels aangebracht. Op de voorzijde van de ster is het medaillon door een eikenkrans en op de keerzijde door een lauwerkrans omkranst.
Het grijze lint met een bies in de kleuren van de Duitse vlag is gelijk aan dat van de Militaire Orde van Verdienste. Op het baton zou daarentegen geen miniatuur van de Stauffenbergorde worden gedragen.
Banier van de Arbeid  ·
Blücher-orde ·
Held van de Arbeid ·
Held van de Duitse Democratische Republiek ·
Karl Marx-orde ·
Militaire Orde van Verdienste van de Duitse Democratische Republiek ·
Orde van Verdienste van het Ministerie voor Staatsveiligheid ·
Scharnhorst-orde · 
Stauffenberg-orde ·
Ster der Volkerenvriendschap ·
Strijdorde voor Verdienste voor Volk en Vaderland ·
Vaderlandse Orde van Verdienste
Zie ook: Ridderorden in de DDR